# Bacco (nome)
Bacco  è un nome proprio di persona italiano maschile.

## Varianti
- Maschili: Bacolo[1]

### Varianti in altre lingue
- Greco antico: Βάκχος (Bakkhos, Bakchos)[2][3]
- Latino: Bacchus[2][3], Bacchius[4]
- Polacco: Bakchus
- Portoghese: Baco
- Spagnolo: Baco

## Origine e diffusione

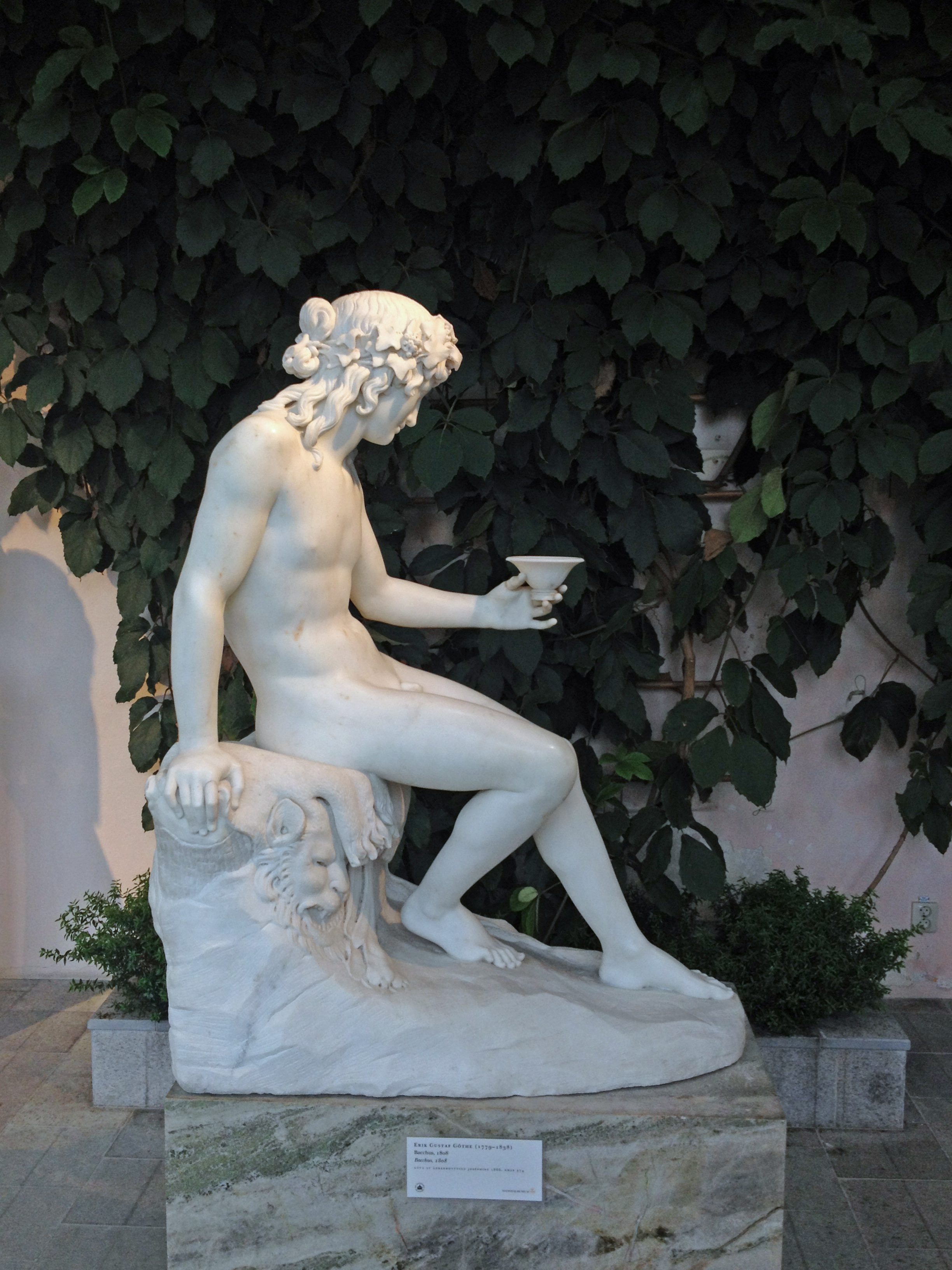
Statua di Bacco di Erik Gustaf Göthe al Museo dell'Orangerie

Deriva dal latino Bacchus, a sua volta dal greco antico Βάκχος (Bakkhos o Bakchos); può essere basato su ἰάχω (iacho, "gridare", "strepitare"), e significare quindi "rumoroso", oppure potrebbe essere riconducibile al latino bacca ("bacca", "oliva" e anche "perla").
È un nome di tradizione classica, portato dal dio romano del vino e delle feste Bacco, corrispondente al greco Dioniso, al quale sono intitolate molte opere d'arte. Dal nome di tale dio deriva il nome Bachisio.

## Onomastico
L'onomastico viene festeggiato il 7 ottobre in ricordo di san Bacco, martire in Siria con san Sergio e con esso commemorato. Un altro san Bacco, detto "il Giovane", viene ricordato il 15 dicembre. Per la forma Bacolo l'onomastico ricorre invece il 29 gennaio, in memoria di san Bacolo, martire a Sorrento.

## Persone
- Bacco, soldato e santo romano